# Xiphidiopteron inaequalis
Xiphidiopteron inaequalis är en insektsart som beskrevs av Bruner, L. 1910. Xiphidiopteron inaequalis ingår i släktet Xiphidiopteron och familjen gräshoppor. Inga underarter finns listade i Catalogue of Life.